# 久米 (常滑市)
久米（くめ）は、愛知県常滑市の地名。

## 地理
常滑市北部に位置する。東は半田市・知多郡阿久比町、北は矢田に接する。

## 歴史

### 人口の変遷
国勢調査による人口および世帯数の推移。
| 1995年（平成7年）  | 367世帯 1381人 |  |
| 2000年（平成12年） | 383世帯 1360人 |  |
| 2005年（平成17年） | 396世帯 1330人 |  |
| 2010年（平成22年） | 417世帯 1295人 |  |
| 2015年（平成27年） | 410世帯 1210人 |  |
| 2020年（令和2年）  | 434世帯 1150人 |  |

## 交通
- 愛知県道252号
- 愛知県道板山金山線[1]

## 施設
- 常滑市立三和小学校[1]
- 中部知多武豊多重無線久米反射場[1]
- 八幡社[1]
- 真宗大谷派盛泉寺[1]
- 久米工業団地[1]
- 籠池古窯（県史跡）[1]
- デンソーダイシン本社

### WEB
1. ↑  “愛知県常滑市の町丁・字一覧”.   人口統計ラボ. 2022年3月23日閲覧。
2. 1 2  総務省統計局 (2022年2月10日). “令和2年国勢調査の調査結果(e-Stat) - 男女別人口，外国人人口及び世帯数－町丁・字等” (CSV). 2023年8月2日閲覧。
3. ↑  “愛知県常滑市の郵便番号一覧”.   日本郵便. 2022年3月22日閲覧。
4. ↑  “市外局番の一覧” (PDF).   総務省 (2022年3月1日). 2022年3月22日閲覧。
5. ↑  総務省統計局 (2014年3月28日). “平成7年国勢調査の調査結果(e-Stat) - 男女別人口及び世帯数 －町丁・字等” (CSV). 2021年7月20日閲覧。
6. ↑  総務省統計局 (2014年5月30日). “平成12年国勢調査の調査結果(e-Stat) - 男女別人口及び世帯数 －町丁・字等” (CSV). 2021年7月20日閲覧。
7. ↑  総務省統計局 (2014年6月27日). “平成17年国勢調査の調査結果(e-Stat) - 男女別人口及び世帯数 －町丁・字等” (CSV). 2021年7月21日閲覧。
8. ↑  総務省統計局 (2012年1月20日). “平成22年国勢調査の調査結果(e-Stat) - 男女別人口及び世帯数 －町丁・字等” (CSV). 2021年7月21日閲覧。
9. ↑  総務省統計局 (2017年1月27日). “平成27年国勢調査の調査結果(e-Stat) - 男女別人口及び世帯数 －町丁・字等” (CSV). 2021年7月21日閲覧。

### 書籍
1. 1 2 3 4 5 6 7 8 9  「角川日本地名大辞典」編纂委員会 1989, p. 1739.